# Christoph Ludwig Kleinschmidt
Christoph Ludwig Kleinschmidt (auch Christoph Ludwig Kleinschmid; geboren am 19. April 1723 in Witzenhausen; gestorben am 18. April 1774 in Kassel) war ein deutscher Jurist.
Christoph Ludwig Kleinschmidt, Sohn des Postmeisters Johann Heinrich Kleinschmidt und dessen Frau Katharina Elisabeth geborene Rückeisen, besuchte ab 1740 das Collegium Carolinum in Kassel. Im Jahr 1742 begann er ein Jurastudium an der Universität Jena, das er 1745 an der Universität Marburg fortsetzte. 1747 kehrte er nach Jena zurück und schloss das Studium 1748 an der Universität Rinteln ab.
Im Jahr 1755 wurde er zum Amtsschultheiß in Hessisch Lichtenau, 1763 zum Regierungsarchivar in Kassel ernannt. Der Landgraf von Hessen-Kassel, Wilhelm VIII., beauftragte ihn, eine Gesetzessammlung zu erstellen, wie sie von den Landständen in Hessen-Kassel gefordert worden war. Unter dem Titel Sammlung Fürstlich Hessischer Landes-Ordnungen und Ausschreiben nebst dahin gehörigen Erläuterungs- und anderen Rescripten, Resolutionen, Abschieden, gemeinen Bescheiden und dergleichen veröffentlichte er sie in zwei Bänden. Der 1767 erschienene erste Band deckte die Jahre 1337–1627 ab, während sich der 1770 erschienene zweite Band den Jahren 1627–1670 widmete. Weitere drei Bände wurden von Christian Gerhard Apell zwischen 1777 und 1784 veröffentlicht.

## Veröffentlichungen
- Sammlung Fürstlich Hessischer Landes-Ordnungen und Ausschreiben nebst dahin gehörigen Erläuterungs- und anderen Rescripten, Resolutionen, Abschieden, gemeinen Bescheiden und dergleichen. 1. Theil: 1337–1627. Kassel 1767 (online).
- Sammlung Fürstlich Hessischer Landes-Ordnungen und Ausschreiben nebst dahin gehörigen Erläuterungs- und anderen Rescripten, Resolutionen, Abschieden, gemeinen Bescheiden und dergleichen. 2. Theil: 1627–1670. Kassel 1770 (online).